# Piłka ręczna na Letnich Igrzyskach Olimpijskich 2016 – składy mężczyzn
Artykuł grupuje składy męskich reprezentacji narodowych w piłce ręcznej, które wystąpiły w męskim turnieju rozegranym w ramach Letnich Igrzysk Olimpijskich 2016 w Rio de Janeiro.

## Grupa A

### Argentyna
Źródło.

### Chorwacja
Źródło.

### Dania
Źródło.

### Francja
Źródło.

### Katar
Źródło.

### Tunezja
Źródło.

## Grupa B

### Brazylia
Źródło.

### Egipt
Źródło.

### Niemcy
Źródło.

### Polska
Źródło.

### Słowenia
Źródło.

### Szwecja
Źródło.